# 阿部一族 (1995年のテレビドラマ)
阿部一族（あべいちぞく）は、1995年（平成7年）11月24日の21時2分から22時52分にフジテレビ系列の「金曜エンタテイメント」で、放送された時代劇。
原作は森鷗外の短編小説『阿部一族』。江戸時代初期に肥後藩で起きた、家中の重職であった阿部一族が上意討ちで全滅した事件を題材にしている。
制作されたのは1993年（平成5年）。1995年（平成7年）にギャラクシー賞奨励賞受賞。

## キャスト
- 阿部弥一右衛門…山﨑努
- 阿部弥五兵衛…佐藤浩市
- おいち…藤真利子
- 阿部権兵衛…蟹江敬三
- 阿部市太夫…中嶋俊一
- 阿部五太夫…竜川真
- 阿部七之丞…真矢武
- キヌ…渡辺美佐子
- 細川光尚…青山裕一
- 畑十太夫…六平直政
- 長岡佐渡守…織本順吉
- 有吉頼母佐…北村英三
- 長岡監物…西山嘉孝
- 門弟…甲斐道夫、崎津隆介、関根大学
- 高見権右衛門…浜田晃
- 野村庄兵衛…片岡弘貴
- 添島九兵衛…谷口高史
- 林外記…石橋蓮司
- 竹内数馬…杉本哲太
- 細川忠利…仲谷昇
- たえ…麻生祐未
- 柄本又七郎…真田広之
- ナレーター…中村吉右衛門 (2代目)

## スタッフ
- 原作：森鷗外　『阿部一族』
- 監督：深作欣二
- 脚本：古田求
- 音楽：長生淳
- 撮影：石原興
- 照明：中島利男
- 美術：西岡善信、丸井一利
- 録音：田原重綱
- 編集：園井弘一
- 調音：鈴木信一
- 助監督：原田徹、本田貴之、山崎樹、井口誠一
- 方言指導：川鶴晃裕
- スクリプター：野崎八重子、藤澤加奈子
- 殺陣：菅原俊夫、清家三彦
- 現像・テレシネ：IMAGICA
- ビデオ編集：キッズカンパニー
- 企画：能村庸一、鈴木哲夫
- プロデューサー：佐生哲雄、高須準之介
- 企画協力：市古聖智（フィルムフェイス）
- 制作協力：松竹京都映画
- 制作：フジテレビ、松竹